# Sycoscapter guruti
Sycoscapter guruti är en stekelart som först beskrevs av Joseph och Abdurahiman 1969.  Sycoscapter guruti ingår i släktet Sycoscapter och familjen fikonsteklar. Inga underarter finns listade i Catalogue of Life.